# Distretto di İnegöl
Il distretto di İnegöl (in turco İnegöl ilçesi) è uno dei distretti della provincia di Bursa, in Turchia.